# Galina Jewgenjewna Gorochowa

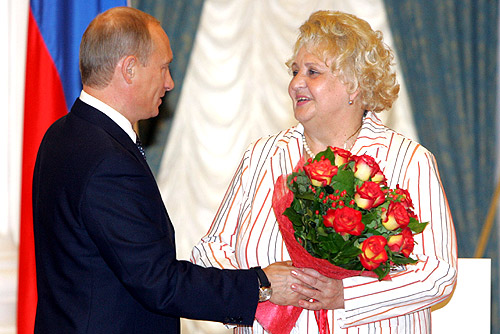

Galina Jewgenjewna Gorochowa (russisch Галина Евгеньевна Горохова; * 31. August 1938 in Moskau) ist eine ehemalige sowjetische Florettfechterin. Sie gewann drei Goldmedaillen bei Olympischen Spielen und wurde neunmal Weltmeisterin.

## Erfolge
1958 wurde Galina Gorochowa in Philadelphia Mannschaftsweltmeisterin.
1959 gewann sie bei den Weltmeisterschaften in Budapest Silber sowohl im Florett-Einzel als auch mit der Mannschaft.
Galina Gorochowa hatte ihr olympisches Debüt bei den Olympischen Sommerspielen 1960 in Rom, wo sie im Einzel Vierte wurde und mit der Mannschaft die Goldmedaille gewann.
1961 wurde sie in Turin Mannschaftsweltmeisterin,
1962 bei den Weltmeisterschaften in Buenos Aires wurde es Silber im Einzel und mit der Mannschaft,
1963 wurde sie in Danzig erneut Mannschaftsweltmeisterin.
Bei den Olympischen Sommerspielen 1964 in Tokio wurde Gorochowa erneut Vierte im Einzel. Im Mannschaftswettbewerb konnte sie hingegen Silber gewinnen.
1965 wurde sie in Paris sowohl Einzelweltmeisterin als auch Mannschaftsweltmeisterin,
1966 in Moskau erneut Mannschaftsweltmeisterin und Bronze im Einzel.
1967 gewann sie bei den Weltmeisterschaften in Montreal Silber mit der Florett-Mannschaft.
In Mexiko-Stadt bei den Olympischen Sommerspielen 1968 wurde sie mit der Mannschaft erneut Olympiasiegerin. Im Einzel wurde Gorochowa Sechste.
1969 gewann sie bei den Weltmeisterschaften in Havanna Silber mit der Florett-Mannschaft,
1970 in Ankara erneut Einzelweltmeisterin und Mannschaftsweltmeisterin.
1971 wurde sie in Wien wieder Mannschaftsweltmeisterin.
Im Florett-Einzel konnte sie sich bei den Olympischen Sommerspielen 1972 in München auf den dritten Platz verbessern. Mit der Mannschaft gewann Gorochowa erneut die Goldmedaille.